# Church Creek
Church Creek is een plaats (town) in de Amerikaanse staat Maryland, en valt bestuurlijk gezien onder Dorchester County.

## Demografie
Bij de volkstelling in 2000 werd het aantal inwoners vastgesteld op 85.
In 2006 is het aantal inwoners door het United States Census Bureau geschat op 79, een daling van 6 (-7,1%).

## Geografie
Volgens het United States Census Bureau beslaat de plaats een oppervlakte van
0,8 km², geheel bestaande uit land. Church Creek ligt op ongeveer 1 m boven zeeniveau.

## Plaatsen in de nabije omgeving
De onderstaande figuur toont nabijgelegen plaatsen in een straal van 24 km rond Church Creek.